# Associazione Calcio Monza 1938-1939
Questa voce raccoglie le informazioni riguardanti l'Associazione Calcio Monza nelle competizioni ufficiali della stagione 1938-1939.

## Stagione
Il Fascio cittadino pone alla Presidenza dei biancorossi Emilio Resnati, il quale subentra a Riccardo Rivolta. Le casse del Monza non permettono di fare grandi miracoli e a malapena si riesce a chiudere il bilancio in attivo cedendo al Como Alessandro Banfi e Felice Como, mentre l'esperto difensore Giovanni Bolzoni viene ceduto al Cantù.
Anche sul fronte degli acquisti la dirigenza non si impegna più di tanto e gli arrivi di Aurelio Piazza, Edgardo Rebosio e Giovanni Tronconi (tutti e tre "vecchie conoscenze", ex biancoazzurri) sono semplicemente dei tappabuchi a costo zero perché lasciati liberi dalle rispettive precedenti squadre. Anche Spirolazzi e Fiammenghi, cresciuti nelle riserve di importanti squadre milanesi, sono giocatori validi solo per la Serie C e vengono ottenuti col minimo sforzo.  
La guida della squadra è affidata a Leopoldo Conti, già allenatore dei biancorossi nella stagione 1935-1936.
Miglior realizzatore del campionato risulta il giovane Andrea Dugnani, autore di ben dodici reti, mentre Luigi Gelosa ne realizza una in più conteggiando anche i centri realizzati in Coppa Italia.

## Rosa
| N. |                   | Ruolo | Calciatore          |
| -- | ----------------- | ----- | ------------------- |
|    | Italia (bandiera) | A     | Giovanni Arosio     |
|    | Italia (bandiera) | A     | Maurizio Biella     |
|    | Italia (bandiera) | C     | Giovanni Brioschi   |
|    | Italia (bandiera) | D     | Riccardo Caglio     |
|    | Italia (bandiera) | A     | Aurelio Cantieri    |
|    | Italia (bandiera) | A     | Riccardo Colombo    |
|    | Italia (bandiera) | A     | Andrea Dugnani      |
|    | Italia (bandiera) | A     | Attilio Farina      |
|    | Italia (bandiera) | D     | Giuseppe Fiammenghi |
|    | Italia (bandiera) | P     | Francesco Frigerio  |
|    | Italia (bandiera) | P     | Serafino Galbiati   |
|    | Italia (bandiera) | A     | Luigi Gelosa        |

| N. |                      | Ruolo | Calciatore         |
| -- | -------------------- | ----- | ------------------ |
|    | Italia (bandiera)    | A     | Fiorano Grassi     |
|    | Italia (bandiera)    | D     | Costantino Mariani |
|    | Italia (bandiera)    | A     | Giuseppe Negri     |
|    | Italia (bandiera)    | D     | Olivo Parma        |
|    | Italia (bandiera)    | A     | Giuseppe Rampini   |
|    | Italia (bandiera)    | A     | Edgardo Rebosio    |
|    | Italia (bandiera)    | C     | Mario Riva         |
|    | Argentina (bandiera) | C     | José Spirolazzi    |
|    | Italia (bandiera)    | P     | Giovanni Tronconi  |
|    | Italia (bandiera)    | C     | Giorgio Verità     |
|    | Italia (bandiera)    | C     | Giacomo Villa      |

## Calciomercato
| Acquisti | Acquisti            | Acquisti   | Acquisti   |
| R.       | Nome                | da         | Modalità   |
| -------- | ------------------- | ---------- | ---------- |
| D        | Giuseppe Fiammenghi | Vigevano   | definitivo |
| A        | Aurelio Piazza      | Vigevano   | definitivo |
| A        | Edgardo Rebosio     | Caravaggio | definitivo |
| C        | Giuseppe Spirolazzi | Melzo      | definitivo |
| P        | Giovanni Tronconi   | Seregno    | definitivo |

| Cessioni | Cessioni           | Cessioni      | Cessioni     |
| R.       | Nome               | a             | Modalità     |
| -------- | ------------------ | ------------- | ------------ |
| A        | Giovanni Arosio    | non ceduto    | dopo ricorso |
| D        | Alessandro Banfi   | Como          | definitivo   |
| .        | Giovanni Bolzoni   | Cantù         | definitivo   |
| .        | Felice Como        | Seregno       | definitivo   |
| .        | Renato Corghi      | ???           | definitivo   |
| .        | Giuseppe De Feo    | fine attività | definitivo   |
| .        | Serafino Galbiati  | ???           | definitivo   |
| .        | Antonio Invernizzi | G.I.L. Vedano | definitivo   |
| .        | Luigi Mariani      | ???           | definitivo   |
| .        | Marco Mariani      | ???           | definitivo   |
| .        | Bruno Mauri        | ???           | definitivo   |
| A        | Pasquale Orsenigo  | ???           | definitivo   |
| .        | Franco Ponzoni     | ???           | definitivo   |
| .        | Renzo Sala         | Seregno       | definitivo   |
| C        | Carlo Somaschini   | ???           | definitivo   |

## Risultati

### Serie C

#### Girone di andata
| Arbitro: | Melioli (Genova) |

|  |           |                                    |
|  | Marcatori | 17’ De Stefanis 77’ (rig.) Mazzoni |

| Arbitro: | Fuhrmann (Omegna) |

|            |           |                        |
| Pellini 6’ | Marcatori | 80’ Dugnani 83’ Gelosa |

| Arbitro: | Masini (Genova) |

|                                   |           |  |
| Farina 28’ Dugnani 58’ Biella 66’ | Marcatori |  |

| Arbitro: | Zilli (Reggio Emilia) |

|                                         |           |                   |
| Prata Pizzala 39’ Esposito 67’ Riva 73’ | Marcatori | 80’ (rig.) Gelosa |

| Arbitro: | Martelli (Bologna) |

|                     |           |            |
| Moscatello 60’, 67’ | Marcatori | 43’ Gelosa |

| Arbitro: | Fuhrmann (Omegna) |

|                                     |           |                                       |
| Grassi 32’, 59’ Brioschi 57’ (rig.) | Marcatori | 52’ (rig.) Besutti 90’ (rig.) Bianchi |

| Arbitro: | Di Pasquale (Varese) |

|                                            |           |            |
| Ferrari I 1’ Giuberti 23’ Poletti 63’, 77’ | Marcatori | 87’ Grassi |

| Arbitro: | Pasturenti (Voghera) |

|             |           |            |
| Rebosio 40’ | Marcatori | 81’ Sacchi |

| Arbitro: | Moroni (Voghera) |

|                        |           |                                        |
| Zoppi 19’ Rossetti 46’ | Marcatori | 15’, 24’ Dugnani 49’ Grassi 51’ Gelosa |

| Arbitro: | Milanone Ridor (Biella) |

|                                        |           |                                    |
| Gelosa 55’ Grassi 58’, 64’ Dugnani 90’ | Marcatori | 31’ Grisanti 85’ (aut.) Spirolazzi |

| Arbitro: | Maggi (Novara) |

|           |           |                     |
| Magni 13’ | Marcatori | 47’ (rig.) Brioschi |

| Arbitro: | Marsciani (Modena) |

|             |           |  |
| Dugnani 48’ | Marcatori |  |

| Arbitro: | Pizzato (Mestre) |

|                                         |           |             |
| Righi 3’ E. Bergonzini 9’ Mantovani 87’ | Marcatori | 53’ Colombo |

#### Girone di ritorno
| Arbitro: | Marini (Verona) |

|                       |           |             |
| Citterio 14’ Tesi 80’ | Marcatori | 65’ Dugnani |

| Arbitro: | Clemente (Gorizia) |

|                                          |           |           |
| Verità 7’ Grassi 81’ Brioschi 86’ (rig.) | Marcatori | 50’ Nizzi |

| Arbitro: | Barbieri (Genova) |

|                         |           |  |
| Consonni 61’ Pulici 89’ | Marcatori |  |

| Arbitro: | Macchi (Varese) |

|                                                               |           |                             |
| Dugnani 23’, 62’ Biella 37’, 86’ Brioschi 45’ Gelosa 48’, 75’ | Marcatori | 54’ Rizzi 79’ Prata Pizzala |

| Monza 12 febbraio 1939 18ª giornata | Monza               | 0 – 0 | Pavese Luigi Belli | Campo di via Ghilini\| Arbitro: \| Mastrazzi (Brescia) \| |
| Arbitro:                            | Mastrazzi (Brescia) |       |                    |                                                           |

| Arbitro: | Stecig (Fiume) |

|           |           |  |
| Bonzi 11’ | Marcatori |  |

| Arbitro: | Bertolio (Torino) |

|  |           |                                    |
|  | Marcatori | 28’ (rig.) Barbieri 49’ Camisaschi |

| Arbitro: | Masini (Genova) |

|                                       |           |             |
| Mantovani 33’ Viganò 69’ Cappelli 85’ | Marcatori | 25’ Dugnani |

| Arbitro: | Tassini (Verona) |

|             |           |                           |
| Dugnani 47’ | Marcatori | 3’ D'Alconzo 85’ Lancioni |

| Arbitro: | Savio (Torino) |

|                    |           |  |
| Romanelli 25’, 70’ | Marcatori |  |

| Monza 2 aprile 1939 24ª giornata | Monza             | 0 – 0 | Falck | Campo di via Ghilini\| Arbitro: \| Anceschi (Genova) \| |
| Arbitro:                         | Anceschi (Genova) |       |       |                                                         |

| Arbitro: | Mocchi (Milano) |

|  |           |                        |
|  | Marcatori | 25’ Biella 39’ Colombo |

| Arbitro: | Milanone Ridor (Biella) |

|                                               |           |  |
| Biella 52’, 84’ Gelosa 56’ Dugnani 74’ (rig.) | Marcatori |  |

## Statistiche

### Statistiche di squadra
| Competizione | Punti | In casa | In casa | In casa | In casa | In casa | In casa | In trasferta | In trasferta | In trasferta | In trasferta | In trasferta | In trasferta | Totale | Totale | Totale | Totale | Totale | Totale | DR  |
| Competizione | Punti | G       | V       | N       | P       | Gf      | Gs      | G            | V            | N            | P            | Gf           | Gs           | G      | V      | N      | P      | Gf     | Gs     | DR  |
| ------------ | ----- | ------- | ------- | ------- | ------- | ------- | ------- | ------------ | ------------ | ------------ | ------------ | ------------ | ------------ | ------ | ------ | ------ | ------ | ------ | ------ | --- |
| Serie C      | 24    | 13      | 7       | 3       | 3       | 27      | 14      | 13           | 3            | 1            | 9            | 15           | 26           | 26     | 10     | 4      | 12     | 42     | 40     | +2  |
| Coppa Italia | -     | 7       | 6       | 0       | 1       | 27      | 7       | 1            | 0            | 1            | 0            | 1            | 1            | 8      | 6      | 1      | 1      | 28     | 8      | +20 |
| Totale       | -     | 20      | 13      | 3       | 4       | 54      | 21      | 14           | 3            | 2            | 9            | 16           | 27           | 34     | 16     | 5      | 13     | 70     | 48     | +22 |

### Statistiche dei giocatori
| Giocatore     | Serie C  | Serie C | Coppa Italia | Coppa Italia | Totale   | Totale |
| Giocatore     | Presenze | Reti    | Presenze     | Reti         | Presenze | Reti   |
| ------------- | -------- | ------- | ------------ | ------------ | -------- | ------ |
| G. Arosio     | 1        | 0       | 0            | 0            | 1        | 0      |
| M. Biella     | 22       | 6       | 5            | 1            | 27       | 7      |
| G. Brioschi   | 24       | 4       | 6            | 0            | 30       | 4      |
| R. Caglio     | 3        | 0       | 0            | 0            | 3        | 0      |
| A. Cantieri   | 1        | 0       | 0            | 0            | 1        | 0      |
| R. Colombo    | 10       | 2       | 3            | 6            | 13       | 8      |
| A. Dugnani    | 25       | 12      | 8            | 0            | 33       | 12     |
| A. Farina     | 13       | 1       | 7            | 3            | 20       | 4      |
| G. Fiammenghi | 25       | 0       | 8            | 0            | 33       | 0      |
| F. Frigerio   | 1        | 0       | 0            | 0            | 1        | 0      |
| S. Galbiati   | 24       | -38     | 6            | -7           | 30       | -45    |
| L. Gelosa     | 26       | 8       | 8            | 5            | 34       | 13     |
| F. Grassi     | 18       | 7       | 6            | 4            | 24       | 11     |
| C. Mariani    | 1        | 0       | 0            | 0            | 1        | 0      |
| G. Negri      | 1        | 0       | 0            | 0            | 1        | 0      |
| O. Parma      | 24       | 0       | 8            | 0            | 32       | 0      |
| G. Rampini    | 10       | 0       | 3            | 0            | 13       | 0      |
| E. Rebosio    | 21       | 1       | 6            | 3            | 27       | 4      |
| M. Riva       | 3        | 0       | 3            | 0            | 6        | 0      |
| G. Spirolazzi | 26       | 0       | 8            | 0            | 34       | 0      |
| G. Tronconi   | 1        | -2      | 2            | -1           | 3        | -3     |
| G. Verità     | 1        | 1       | 0            | 0            | 1        | 1      |
| G. Villa      | 5        | 0       | 1            | 0            | 6        | 0      |